# Castromao (Celanova)
Castromao (llamada oficialmente Santa María de Castromao) es una parroquia y una aldea del municipio español de Celanova, en la provincia de Orense, Galicia.

## Organización territorial
La parroquia está formada por diez entidades de población:
- Arrabalde
- Buratiña (A Buratiña)
- Canabelas (Canavelas)
- Castromao
- Gandarela (A Gandarela)
- Ferrería (A Ferrería)(Ferreiría)
- Piñeiro
- Roda de Arriba (A Roda de Arriba)(Roda de Riba)
- San Julián (San Xiao)(San Xulián)
- Pazo (O Pazo)

## Demografía

### Parroquia
| Gráfica de evolución demográfica de Castromao (parroquia) entre 2000 y 2022 |
|                                                                             |
| Datos según el nomenclátor publicado por el INE.                            |

### Aldea
| Gráfica de evolución demográfica de Castromao (aldea) entre 2000 y 2022 |
|                                                                         |
| Datos según el nomenclátor publicado por el INE.                        |